# Shigeaki Katō
Shigeaki Katō (加藤 シゲアキ Katō Shigeaki?,  Hiroshima, Japón, 11 de julio de 1987) es un idol, cantante, actor y novelista japonés, conocido por ser miembro del grupo masculino NEWS.

## Biografía

### Primeros años
Katō nació el 11 de julio de 1987 en la ciudad de Hiroshima, Japón, pero a la edad de cuatro años se trasladó junto a su familia a Osaka. A los diez años, su familia nuevamente se mudó a Yokohama. Se interesó en la industria del entretenimiento a muy temprana edad y un amigo de su madre envió una solicitud a Johnny & Associates cuando cursaba su cuarto grado de escuela primaria. Sin embargo, Katō no fue aceptado sino hasta 1999, cuando cursaba su sexto y último grado de primaria. Debutó en la serie de drama Kowai Nichiyōbi en agosto de ese mismo año.

### Carrera
Como miembro aprendiz de Johnny & Associates, Katō formó parte de las unidades temporales Best Beat Boys (B.B.B.), Boys Be Ambitious (B.B.A.), Best Beat Dancing (B.B.D.), Beautiful American Dreams (B.A.D.), J-Support y K.K.Kity antes de debutar como miembro de NEWS en 2003. NEWS fue inicialmente creado para promocionar el Campeonato Mundial Femenino de Voleibol y al año siguiente fue lanzado su sencillo debut, Kibō ~Yell~.
En marzo de 2010, Katō se graduó de la facultad de derecho de la Aoyama Gakuin University. En abril de ese mismo año, protagonizó su primera serie, Trouble Man. El 22 de noviembre de 2011, Katō cambió su nombre de "成亮" a "シゲアキ" (el kanji es diferente pero la lectura es la misma) y anunció su debut como novelista con su obra Pink to Gray, la cual fue lanzada en físico el 28 de enero de 2012. En los años siguientes lanzó otras dos novelas; Senkō Scramble en 2013 y Burn en 2014. En enero de 2016, Pink to Gray fue adaptada a una película en imagen real, mientras que su colección de historias cortas, Kasa o Motanai Aritachi wa, recibió una adaptación a serie de drama. En 2017, una versión traducida de Pink to Gray fue lanzada en Taiwán, Hong Kong y Macao.
Katō toca la guitarra y ha compuesto varias canciones para sus compañeros de banda, así como también todas las letras de sus propios sencillos. En 2016, dirigió el video para su sencillo Escort y parte del material que se mostró durante la gira Quartetto del grupo.

## Vida personal
Katō padece de narcolepsia, una enfermedad autoinmune que se caracteriza por un exceso de somnolencia durante el día. Katō también ha expresado su apoyo hacia la comunidad LGBT en varias ocasiones, y tiende a colocar canciones con temática LGBT en sus programas de radio, hablar sobre dichos temas en los programas de televisión que presenta e incluso ha escrito una historia corta con un protagonista gay. Su sencillo en solitario Ayame, trata sobre las diversas orientaciones sexuales.
El 7 de junio de 2018, Katō se vio envuelto en un escándalo luego de que la revista sensacionalista Shukan Bunshun publicara que Katō, junto a su compañero de banda Keiichirō Koyama, obligó a beber alcohol a una joven de diecinueve años durante una fiesta organizada por Koyama. Koyama fue suspendido temporalmente por su agencia, mientras que Katō obligado a realizar una declaración escrita de arrepentimiento.

## Filmografía

### Televisión
| Año  | Título                                                           | Papel             | Notas                        |
| ---- | ---------------------------------------------------------------- | ----------------- | ---------------------------- |
| 1999 | Kowai Nichiyoubi                                                 |                   | Episodio 5                   |
| 2000 | Space Angel 2001 Yen Uchu no Tabi                                | Masaru            |                              |
| 2000 | Kowai Nichiyoubi: 2000                                           |                   | Episodio 16                  |
| 2000 | Shijo Saiaku no Deto                                             | Ikeda Shingoto    |                              |
| 2001 | Shounen wa Tori ni Natta                                         |                   |                              |
| 2001 | Kinpachi-sensei                                                  | Hasegawa Ken      | Temporada 6                  |
| 2004 | Home Drama!                                                      | Inaba             | Historia 9                   |
| 2004 | Kinpachi-sensei                                                  | Hasegawa Ken      | Temporada 7, episodio 11     |
| 2005 | Gekidan Engimono                                                 | Kojima            | Episodio 13                  |
| 2006 | Busu no Hitomi ni Koishiteru                                     | Shimizu Kota      |                              |
| 2006 | Gekidan Engimono                                                 | Ueno              | Episodio 20                  |
| 2006 | Kakure Karakuri                                                  | Abe Tomonari      |                              |
| 2007 | Papa to Musume no Nanokakan                                      | Osugi Kenta       |                              |
| 2007 | Sugata Sanshiro                                                  | Sugata Sanshiro   |                              |
| 2008 | Hokaben                                                          | Katase Riichiro   |                              |
| 2009 | Chichi yo, Anata wa Erakatta ~1969 Nen no Oyaji to Boku          | Onodera Masaru    |                              |
| 2009 | 0 Goushitsu no Kyaku                                             | Yazaki            | Historia 3: Kampeki na Otoko |
| 2010 | Trouble Man                                                      | Tokuda Kazuo      |                              |
| 2011 | Shin Jidan Koshonin Ura File                                     | Hashima Ippei     |                              |
| 2011 | Hanawake no Yon Shimai                                           | Shozaburo Mashiko |                              |
| 2011 | Kinpachi-sensei                                                  | Hasegawa Ken      | Final                        |
| 2012 | Hana no Zubora Meshi                                             | Osoi              |                              |
| 2012 | Blackboard ~Jidai to Tatakatta Kyōshi tachi~!                    | Kumatani Shota    | Third Night: Yume            |
| 2012 | Shin Jidan Koshonin Ura File 2                                   | Hashima Ippei     |                              |
| 2014 | Shitsuren Chocolatier                                            | Hiroaki Sekiya    |                              |
| 2014 | Shin Jidan Koshonin Ura File 3                                   | Hashima Ippei     |                              |
| 2014 | Shin Jidan Koshonin Ura File 4                                   | Hashima Ippei     |                              |
| 2015 | Taishi Kakka no Ryourinin                                        | Satoru Eguchi     |                              |
| 2016 | Kasa wo Motanai Aritachi wa                                      | Keisuke Murata    |                              |
| 2016 | Momoku no Yoshinori Sensei ~Hikari wo Ushinatte Kokoro ga Mieta~ | Yoshinori Arai    |                              |
| 2016 | Toki wo Kakeru Shoujo                                            | Kazutaka Yano     |                              |
| 2017 | Kirawareru Yuuki                                                 | Toshio Aoyama     |                              |
| 2018 | Zero: Ikkaku Senkin Game                                         | Ukai Zero         |                              |

### Novelas
- Pink to Gray (Kadokawa Shoten, 2012)[16]
- Senkō Scramble (Kadokawa Shoten, 2013)[17]
- Burn (Kadokawa Shoten, 2014)[18]
- Kasa wo Motanai Aritachi wa (Kadokawa Shoten, 2015)[19]
- tuberose de matteru【AGE22】 (Fusou sha, 2016)
- tuberose de matteru【AGE32】 (Fusou sha, 2017)[20]
- Alternate (Shinchosha, 2020)[21]

### Historias cortas
- Daiji na Mono (Kadokawa Shoten, 2016)
- Oresama no Iutoori (Kadokawa Shoten, 2016)

### Ensayos
- Cuba no Reimei (Asahi Shinbun, 2016)